# Stara Polana (Tatry Bielskie)

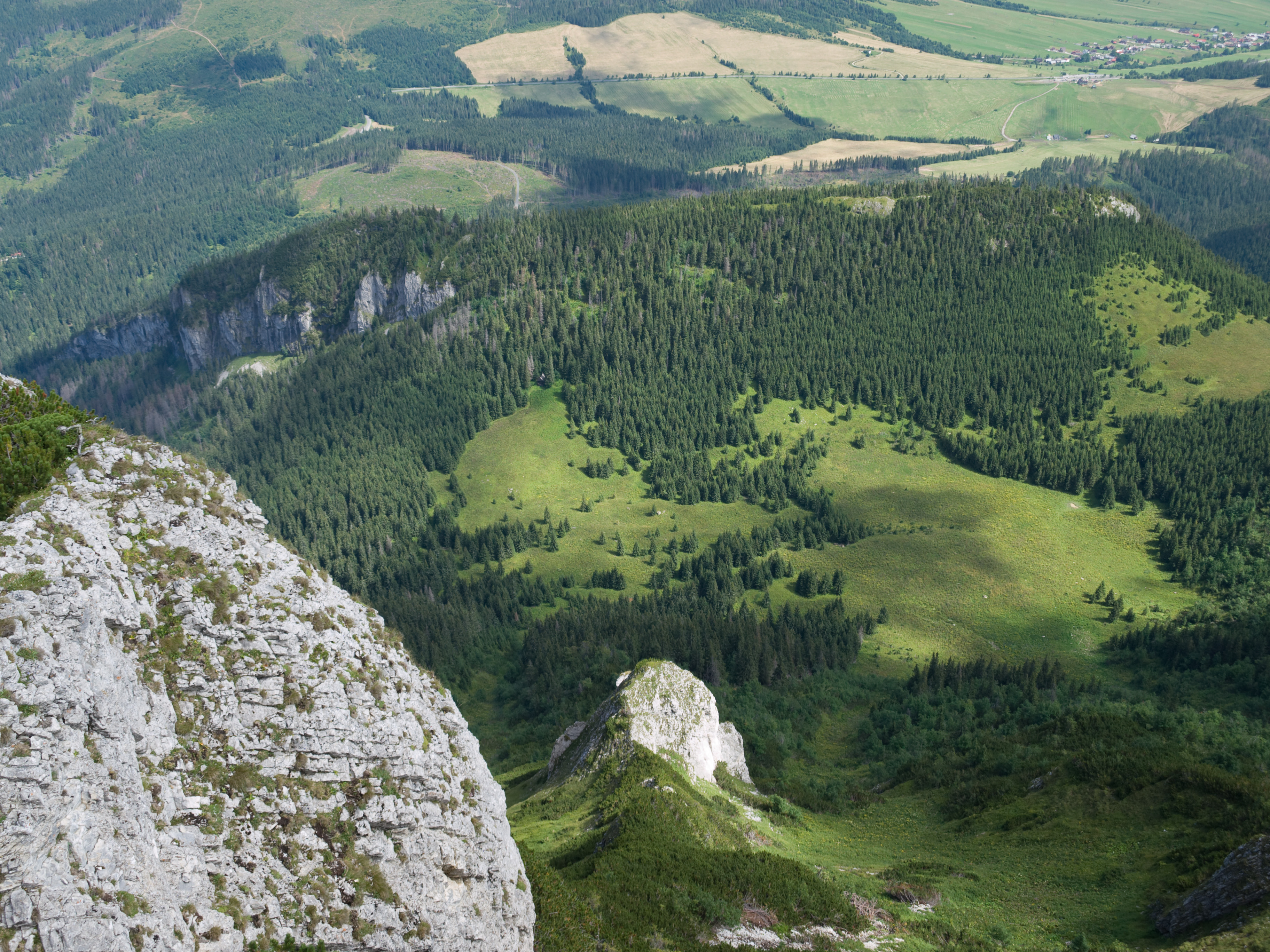
Stara Polana, powyżej niej Stara Jaworzynka

Stara Polana (słow. Stará poľana) – położona na wysokości 1340–1411 m polana reglowa o długości ok. 700 m po północnej stronie słowackich Tatr Bielskich. Znajduje się na dnie środkowej części Doliny Czarnego Potoku, południowo-zachodnich stokach reglowego wzniesienia Starej Jaworzynki (1505 m) i na przełęczy Stare Siodło. Od południa ograniczają ją stoki Hawrania, z których spadają na nią cztery płytkie żlebki. Dwa następne mają wylot w lesie po zachodniej stronie polany. W północno-zachodnim kącie stoi chatka myśliwska. Poniżej polany znajduje się miejsce zwane Żłóbki, gdzie dawniej pojono bydło.
Polana składa się z kilku części oddzielonych od siebie wąskimi pasami lasu i jest miejscem, w którym krzyżuje się z sobą kilka ścieżek. Pasterstwo w Tatrach Bielskich zostało zniesione w 1954 r. Od tego czasu Stara Polana i całe jej otoczenie stanowią obszar ochrony ścisłej TANAP-u i są dla turystów niedostępne. 